# どん底 (沢田研二の曲)
「どん底」（どんぞこ）は、日本の歌手である沢田研二の41枚目のシングルである。
1984年2月10日にポリドールK.K.（現：ユニバーサル ミュージック）のジュリーレーベルより発売された。

## 解説
- この頃にはセールスの低調ぶりも顕著となり、自身も「今がどん底です」と自虐的なコメントを残している。
- タイトルについて、沢田の楽曲は（特に阿久悠の作品において）映画の題名をモチーフにしたものが多く（→『どん底』『愛情物語』）、テレビ出演時の衣装にも「世界の恋人」と呼ばれた映画女優マリリン・モンローが描かれている。

## 収録曲
1. どん底
  - 作詞：大津あきら／作曲・編曲：井上大輔
2. 愛情物語
  - 作詞：大津あきら／作曲・編曲：井上大輔

## 参加ミュージシャン
- 沢田研二
- エキゾティクス
  - 吉田建
  - 柴山和彦
  - 上原裕
  - 安田尚哉
  - 西平彰